# Cleocnemis lanceolata
Cleocnemis lanceolata là một loài nhện trong họ Philodromidae.
Loài này thuộc chi Cleocnemis. Cleocnemis lanceolata được Cândido Firmino de Mello-Leitão miêu tả năm 1929.